# 小川大悟
小川 代護（おがわ だいご、1982年1月22日 - ）は、日本の俳優。東京都出身。(旧小川 大悟)P³Garage所属。
舞台プロデュース団体　OG-3works主宰
趣味は釣り、映画鑑賞、ダーツ、読書、京都巡り。特技はガンアクション、料理。 母は小川ローザ。

## 出演作品
映像
・ラストコップ(2015年)
・バカボンのパパよりバカなパパ(2018年)
・スモーキング(2018年)
・チート～詐欺師の皆さん、ご注意ください～(2019年)
・悲熊2(2021年)

### 映画
- 魁!!男塾（2008年）

・東京無国籍少女(2012年)
・アイアンガール(2012年)
・サムライゾンビフラジャイル(2013年)
- 終焉少女 Last Girl Standing（2013年）
- ラプラスの魔女(2018年)
- 曇天に笑う(2018年)
- ディープロジック(2020年)

### 舞台
- 「モンマルトンのカフェで」（2006年8月8日 - 8月13日）
- 「Dream」（FREES主催、2007年1月20日、21日）
- 「ラーメン物語」（カートプロモーション主催、2007年3月28日 - 4月1日）
- 「Majic シアターV赤坂」（2007年6月29日 - 7月8日）
- 「LETTER シアターグリーン」（2007年8月14日 - 8月19日）
- 「Dream〜sunflower〜」（2008年1月8日 - 1月14日）
- 「イルミナ」（2008年7月16日 - 7月21日）
- 「ファルセット〜劇場版〜」（2008年9月11日 - 9月15日）
- 「PARTY」（2008年12月17日 - 12月21日）
- 「大江戸に降る雪」（2009年1月28日 - 2月1日）
- 劇団TEAM-ODAC「ダルマ」(2009年)
- 劇団レッド・フェイス「七慟伽藍 其の八」（2011年2月11日-14日） - 武田信玄 役
- 劇団レッド・フェイス「七慟伽藍 其の九」（2011年4月10日） - 武田信玄 役
- 劇団6番シード「関ヶ原でダンス」（2011年5月25日-5月29日） - 慈暮 役
- 劇団TEAM-ODAC「いつも笑えれば」（2011年7月28日-31日）
- A-Team Group「GOEMON痛快伝」（2011年8月31日-9月4日）
- 劇団6番シード「ザ・ボイスアクター〜アニメーション&オンライン〜」（2011年11月16日 - 23日）（2011年12月6日 - 11日） - 山野不堂 役
- 劇団６番シード「ギブミーテンエン」(2012年)
- 劇団６番シード「ふたりカオス」(2012年)
- 舞台「WORLD」(2013年)
- 劇団６番シード「CallmeCallyou」(2013年)
- 劇団６番シード「オレンジ新撰組」(2014年)
- 「舞台版 天誅-2015」（2015年10月21日 - 25日） - 橘十兵衛 役
- 舞台「WORLD」(2015年)
- スズキプロジェクトバージョンファイブ「ONE WAY」（2015年12月16日 - 21日）
- スズキプロジェクトバージョンファイブ「成増ダンスレボリューション」（2016年4月26日 - 5月1日）
- 小川細川企画　「市と惣左の恋ひ慕ふ」　(2017年)
- 舞台「花魁の首」(2017年)
- 小川細川企画　「狂おしき綾、絢爛なれ」(2018年)
- 劇団６番シード「傭兵ども！砂漠を走れ！」(2018年)
- 劇団６番シード「ザ・ボイスアクター2020」(2020年)
- OG3-works「隠密お麟に出来ぬことなし」(2021年)

### PV
- 島谷ひとみ「あなたといた時」